# Taÿfa
Taÿfa (« sales mômes » en berbère) est un groupe musical français, originaire du Finistère, en Bretagne. Il est formé en 1992 par le chanteur algérien d'ascendance kabyle Farid Aït-Siameur et qui fusionne la musique actuelle avec les musiques traditionnelles bretonnes et orientales (berbère, chaâbi, arabo-andalouse). Farid Aït-Siameur, né à Béjaïa, en Algérie, étudie le chant andalous au conservatoire d’Alger puis se lance dans une carrière artistique. Après des débuts enrayés par la censure, il choisit de déménager en France et s'installe dans le Finistère en 1982.
Il monte un premier groupe en 1987 du nom de Tassili où il adapte son chant et sa musique berbère à celle de la Bretagne. En 1989, Il participe à un autre groupe du nom de Penfleps dans le même esprit de mélange des deux cultures qui s'accordent naturellement. Alors que le groupe se sépare en 1992 et que deux de ses membres fondent Red Cardell, Farid Aït Siameur monte Taÿfa de son côté, accompagné de Jean-Jacques Baillard (batterie, composition), Jacques Moreau (percussions) et Alain Guilloux (basse), les trois autres musiciens de la bande.
Après trois albums studio, des centaines de concerts et plusieurs changement de personnel, le groupe marque une pause au début des années 2000. En quatuor, Taÿfa, autour de Farid Aït Siameur, son fondateur et unique membre originel, donne de temps à autre quelques concerts acoustiques. En 2007 une formation complète reprend la scène et collabore à partir de 2010 avec le Bagad Cap Caval et sort un album live en commun en 2011. Depuis 2014 une nouvelle équipe autour de Farid Aït Siameur se produit sur scène et travaille à l'écriture d'un nouvel album.

## Histoire

### Débuts
Lorsque Farid Aït Siameur, né à Béjaïa en Algérie, débarque en pays Bigouden en 1982, les résonances des bombardes et des biniou koz lui sont étrangement familières. En 1987, la rencontre avec le guitariste et compositeur Patrice Marzin et Jacques Moreau, percussionniste breton, formé aux rythmes africains, qui joue du congo, du bongo, du djembé et qui fut le premier à les introduire dans la musique celtique est déterminante. Complices quimpérois de Gweltaz ar Fur et d'Alan Stivell, ils accompagnent Farid Aït-Siameur dans Tassili, son premier groupe « celto-rockabylie ». En 1989 Farid Aït Siameur fonde Penfleps avec Jean-Pierre Riou (guitare, chant) et ̊Jean-Jacques Baillard (batterie), rejoints par d'autres membres plus tard dont l'accordéoniste Jean-Michel Moal. Quand le groupe se sépare en 1992, tandis de Moal et Riou fondent Red Cardell, Farid Aït Siameur et Jean-Jacques Baillard composent ensemble des musiques pour un nouveau projet de groupe du nom de Taÿfa pour lequel ils font appel à deux autres musiciens de Penfleps, le bassiste Alain Guilloux et Jacques Moreau et deux musiciens de Dan Ar Braz de l'époque, le pianiste Patrick Péron et le guitariste Ludovic Mesnil.
Taÿfa chante indifféremment en kabyle, français ou breton, avec un répertoire engagé écrit par Farid Aït Siameur sur des musiques rythmées et enjouées signées de tous les membres. Leur premier album éponyme sort en 1994, avec une tournée, dont la première partie du chanteur Khaled à Nantes. Ils trouvent un public au plan hexagonal avec leur album Awal (« le mot » ou « parole » en berbère) sorti en 1998, dont les paroles sont consacrées à l'Algérie. Aux sons celto-berbères, le groupe insuffle une touche rock et reggae à l'ensemble. Ils tournent ensuite en France (Café de la Danse à Paris...) et en Europe ainsi que dans le cadre de la tournée Vive la World, avec Rachid Taha et l'Orchestre national de Barbès, trois dates américaines à New York, Los Angeles et Washington. Le talabardeur David Pasquet (Ar Re Yaouank, Denez Prigent) fait partie du projet et par la suite le guitariste breton Patrice Marzin et le bassiste d'ascendance martiniquaise Hilaire Rama.

### Assif
Le 29 février 2000, Taÿfa sort l'album Assif (« la rivière »), auquel a collaboré pour la réalisation artistique Alain Genty et au mixage Patrice Marzin. Les influences de chacun élargissent la palette sonore : les sonorités celtiques de Ronan Le Bars (cornemuse) et David Pasquet (bombarde), l'influence rock des Bretons Stéphane Seiller (batterie) et Philippe Colas (claviers), les sonorités antillaises du bassiste Olivier Carole, les racines andalouses du guitariste asturien José Larraceleta, le violoniste algérien Farhat Bouallagui (Sting) ou encore Hakim Hamadouche aux mandoles. Dans la foulée, ils repartent en tournée, dont un passage au festival Chorus des Hauts-de-Seine et en Finlande, avec une équipe de musiciens quasi similaire : Stéphane Seiller, Philippe Collas, José Larraceleta, Olivier Carole, Ronan Le Gourierec (sonneur).
La formation fait ensuite une pause, mais Farid Aït Siameur participe malgré tout à plusieurs créations (Seven Reizh, Zaw de Yann Honoré...). Ils fêtent leurs 10 ans au Run ar Puñs à Châteaulin en 2003. Un quatuor de cette formation tiendra le flambeau (Aït Siameur, Larraceleta, Collas et Carole) pour quelques dates en version acoustique, jusqu'au redémarrage de Taÿfa en 2007.
Entre 2006 et 2009, Farid Aït Siameur est également invité à chanter sur trois albums de Red Cardell et participe à plusieurs dates de la tournée du Banquet de cristal en compagnie des nombreux invités (Stéfane Mellino des Négresses vertes, Gérard Blanchard, Dan Ar Braz, Jimme O'Neill des Silencers, Dr Das d'Asian Dub Foundation).
En 2010, Taÿfa invite le bagad Cap Caval pour une création celtique et un spectacle d'une puissance et d'une dimension nouvelle. Cette collaboration a démarré avec l'invitation de Farid Aït Siameur par le bagad pour sa la création « Ijin » en 2006. En juillet 2011 sort leur album live Taÿfa et le Bagad Cap Caval enregistré lors de plusieurs prestations communes en pays Bigouden. Dans la perspective d'une tournée à Tahiti en mars 2014 et depuis lors, une nouvelle équipe est formée et donne naissance à une création aux accents andalous, mélange de musique celtique et flamenco (Farid Aït Siameur, Olivier Carole, Xavier Géronimi, Mickael Bourdois, Jean-Claude Normant, Bachir Rouimi). Un quatrième album studio est en réalisation.

### 30eanniversaire
En 2023, Taÿfa, qui souffle ses trente bougies, annonce un nouvel et cinquième album résolument rock qui revient aux sources du groupe avec le métissage des univers berbères et celtes, le tout illuminé par une touche andalouse. La bande est la même que pour le précédent album à l’exception de l'arrivée de Marion Lemonnier aux claviers. En mars 2024, le groupe est toujours dans l'enregistrement de son 5e album.

## Membres
- Farid Aït Siameur - chant, mandole
- Xavier « Tox » Géronimi - guitare
- Olivier Carole - basse
- Mickael Bourdois - batterie
- Jean-Claude Normant - clavier
- Bachir Rouimi - percussions

### Galerie

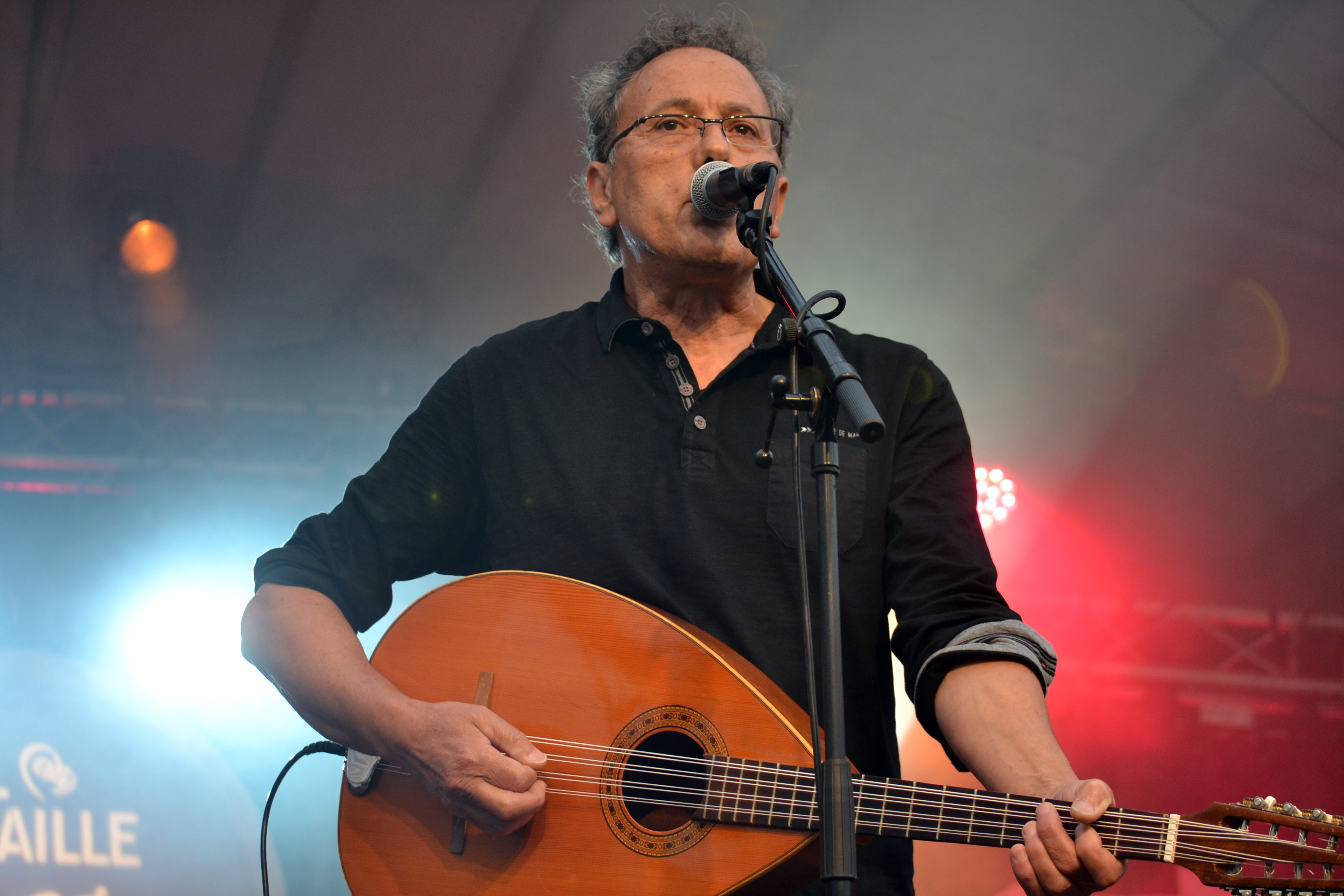
Farid Aït Siameur.
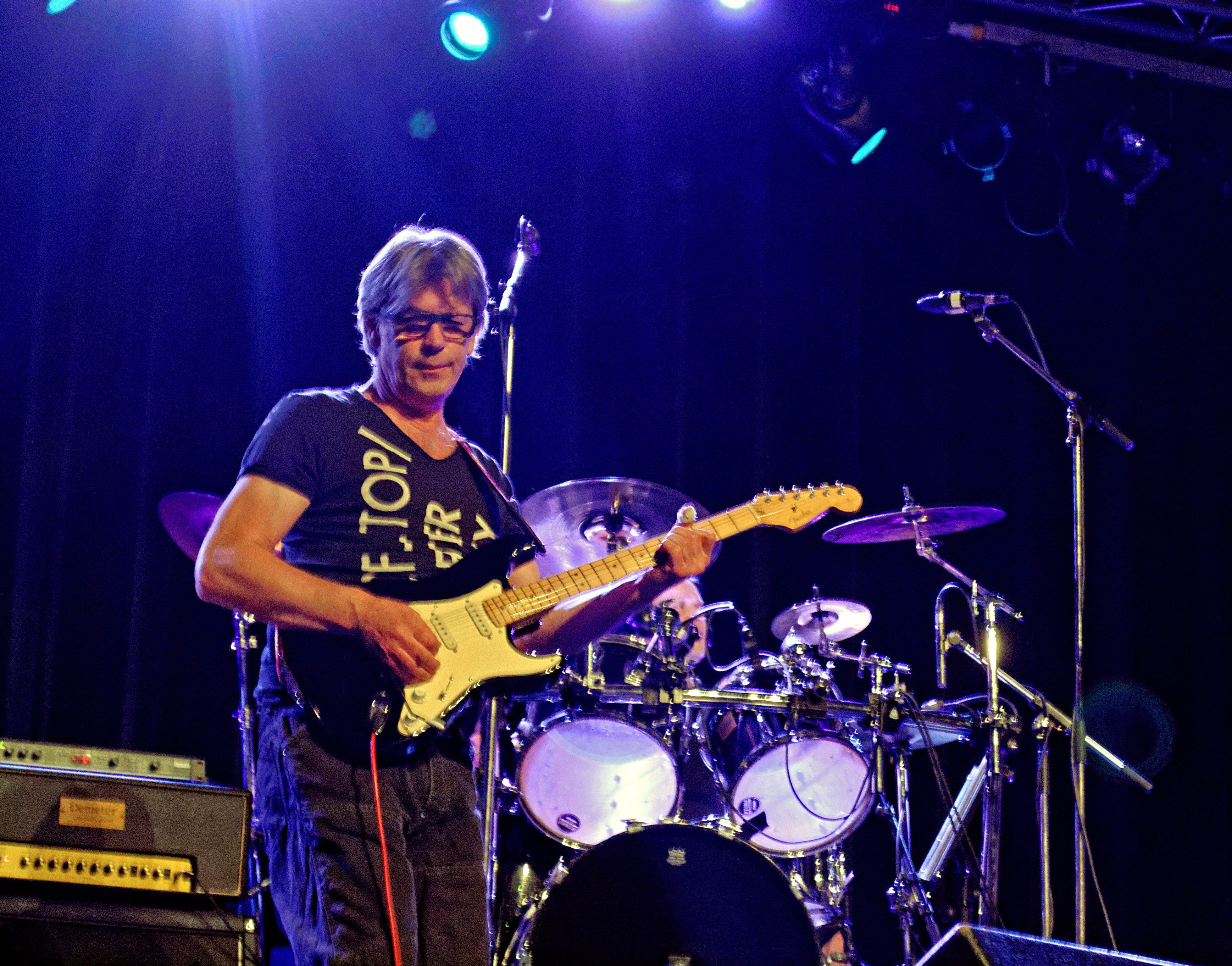
Xavier « Tox » Géronimi.
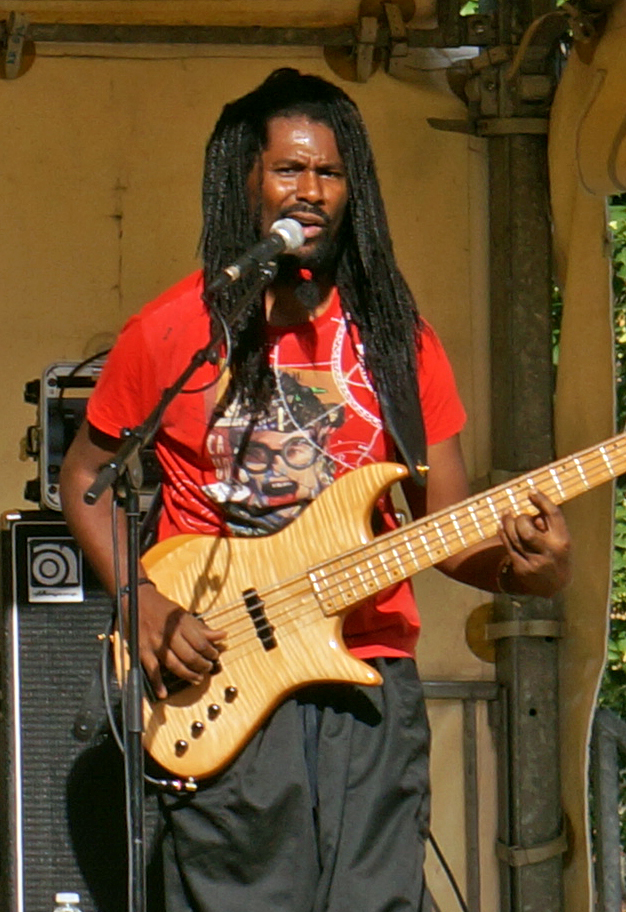
Olivier Carole.
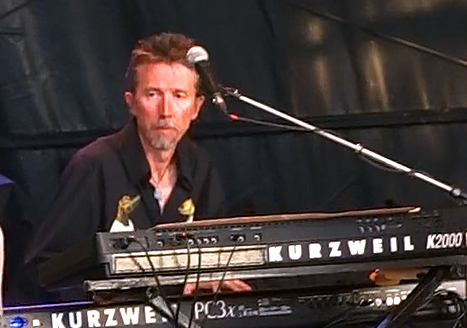
Jean-Claude Normant.

## Discographie

Logo du groupe pour ses albums

### Albums studio
- 1994 : Taÿfa (BNF 38262725)
- 1998 : Awal (BNF 39224755)
- 2000 : Assif (BNF 39224673)

### Album live
- 2011 : Taÿfa & Bagad Cap Caval, enregistrement live en Pays Bigouden.

### Participations
- 1996 : Planète Kabyle, compilation, titre : Ajkuk. (BNF 38337317)
- 2008 : Le Banquet de cristal, compilation de Red Cardell, titre : L.Nim.
- 2009 : La Fête au village, album live de Red Cardell, titre : Kahina.